# Поршнянська сільська рада
Поршнянська сільська рада — орган місцевого самоврядування у Пустомитівському районі Львівської області з адміністративним центром у с. Поршна.

## Загальні відомості
Утворена в 1940 році. 
Водоймища на території, підпорядкованій Поршнянській сільраді: озеро Наварія, річка Щирка.

## Населені пункти
Сільраді підпорядковані населені пункти:
- с. Поршна
- с. Липники
- с. Підсадки

## Склад ради
- Сільський голова: Баркит Богдан Володимирович
- Секретар сільської ради: Деркач Микола Ігорович
- Бухгалтер сільської ради: Мандзюк Марія Олексіївна
- Загальний склад ради: 12 депутатів

### Депутати
Результати місцевих виборів в Україні 2015 року за даними ЦВК
| № зп | № округу | Прізвище, ім'я, по батькові     | Дата визнання обраним | Відомості про депутатів |
| ---- | -------- | ------------------------------- | --------------------- | --- |
| 1    | 1        | Романишак Роман Михайлович      | 06.11.2015            | 1970 р.н., освіта середня, с.Солонка, тимчасово непрацюючий, самовисування в одномандатному виборчому окрузі №1. |
| 2    | 2        | Деркач Микола Ігорович          | 06.11.2015            | 1989 р.н., освіта вища, м.Львів, вул. Пасічна 81/14, працівник ПАТ «Укртелеком» (після виборів Секретар Поршнянської сільської ради), самовисування в одномандатному виборчому окрузі №2                                                                         |
| 3    | 3        | Феник Денис Володимирович       | 06.11.2015            | 1985 р. н., освіта вища, м.Львів, вул.Хоткевича 16а кв.197, перебуває у зоні АТО на посаді командира взводу розвідки другого батальйону 53 бригади, висунутий Пустомитівською районною організацією “Народний рух України” в одномандатному виборчому окрузі №3. |
| 4    | 4        | Бороздовський Роман Любомирович | 06.11.2015            | 1981 р.н., освіта вища, м. Львів пр. Червоної Калини 51/9, працює оператором АЗС WOG, самовисування в одномандатному виборчому окрузі №4. |
| 5    | 5        | Чабан Степан Михайлович         | 06.11.2015            | Чабан Степан Михайлович, 1965 р.н., освіта середня, с. Поршна вул. Шевченка, друкар у друкарні «Деотермікс», самовисування в одномандатному виборчому окрузі №5.                                                                                                 |
| 6    | 6        | Подібка Надія Григорівна        | 06.11.2015            | 1971 р. н., освіта середня спеціальна, с. Підсадки, секретар Поршнянської сільської ради (до виборів), самовисування в одномандатному виборчому окрузі №6 |
| 7    | 7        | Онишків Андрій Степанович       | 06.11.2015            | 1983 р. н., освіта середньо-спеціальна, с. Підсадки, вул. Загребельного 9, тимчасово не працює, висунутий Пустомитівською районною організацією політичної партії «Українське об’єднання патріотів – УКРОП» в одномандатному виборчому окрузі №7.                |
| 8    | 8        | Бегей Марян Ігорович            | 06.11.2015            | 1984 р.н., освіта вища, с.Липники, вул.Стрийська 2, стрілець ДП «МА Львів ім. Данила Галицького», самовисування в одномандатному виборчому окрузі №8. |
| 9    | 9        | Кіт Ігор Володимирович          | 06.11.2015            | 1984 р. н., освіта середньо-професійна, с.Липники вул.Стрийська 45, тимчасово непрацючий, самовисування в одномандатному виборчому окрузі №9. |
| 10   | 10       | Парута Дмитро Львович           | 06.11.2015            | 1983 р.н., освіта вища, Стрийський р-н, с. Верчани, заступник директора ТзОВ «Фінансова компанія «Фінбуд», самовисування в одномандатному виборчому окрузі №10.                                                                                                  |
| 11   | 11       | Лучечко Михайло Дмитрович       | 06.11.2015            | 1949 р.н., освіта вища, с.Липники, вул.Стрийська 40, пенсіонер, самовисування в одномандатному виборчому окрузі №11. |
| 12   | 12       | Плітко Руслан Петрович          | 06.11.2015            | 1971 р.н., освіта середньо-професійна, м.Львів, вул. Наукова 19 кв.106, старший продавець ТзОВ СП Луцишина Т.В., самовисування в одномандатному виборчому окрузі №12                                                                                             |